# La prima notte (singolo)
La prima notte è un singolo di Annalisa Minetti pubblicato il 16 giugno 2000 per la Sony Music/NAR International.

## Descrizione
Il brano è il quarto singolo estratto dall'album Qualcosa di più.
Il disco contiene nelle prime 4 tracce i brani La prima notte e One More Time prima nella Rmx Version e poi nella Album Version; come quinta traccia Annalisa Minetti interpreta Si incomincia dalla sera di Biagio Antonacci.

## Tracce
1. La prima notte (Rmx Version) – 3:59 (testo: Federico Cavalli – musica: Eros Ramazzotti, Vladimiro Tosetto)
2. One More Time (Rmx Version) – 3:58 (testo: Ivana Spagna – musica: Ivana Spagna, Giorgio Spagna)
3. La prima notte (Album Version) – 3:57 (testo: Federico Cavalli – musica: Eros Ramazzotti, Vladimiro Tosetto)
4. One More Time (Album Version) – 3:56 (testo: Ivana Spagna – musica: Ivana Spagna, Giorgio Spagna)
5. Si incomincia dalla sera – 4:20 (Biagio Antonacci)

Durata totale: 20:10